# هرر
هرر (به لاتین: Harar) یک شهر در اتیوپی است که در منطقه حراری واقع شده‌است.

## خصوصیات
هرر  ۱۵۱٬۹۷۷ نفر جمعیت دارد و ۱٬۸۸۵ متر بالاتر از سطح دریا واقع شده‌است.